# Hakuba-Schanzen
Die Hakuba-Schanzen (jap. 白馬ジャンプ競技場, Hakuba jampu kyōgijō) befinden sich in Hakuba, einem Dorf auf der japanischen Hauptinsel Honshū in der Präfektur Nagano im Landkreis Kitaazumi. Sie waren die Olympiaschanzen der XVIII. Olympischen Winterspiele in Nagano.

## Geschichte
Im Jahr 1987 wurde mit der Projektierung der Schanzen begonnen, 1992 erfolgte die Fertigstellung. Ein Jahr später wurden sie mit Matten belegt.
Ihre internationale Feuertaufe erlebten sie am 25. und 26. Januar 1997 mit einem Weltcupspringen.

## Large Hill (Großschanze)
Die Schanze wird heute hauptsächlich für den FIS Sommer Grand Prix genutzt, aber auch Weltcupspringen (zuletzt 2004) und Kontinental Cup Bewerbe (zuletzt 2000) wurden hier schon ausgetragen.
Olympiasieger wurde am 15. Februar 1998 der Japaner Kazuyoshi Funaki, den Teambewerb auf der Großschanze entschieden ebenfalls die Lokalmatadoren aus Japan für sich.

### Technische Daten
| Hakuba - Large Hill             | Hakuba - Large Hill |
| Anlauf                          | Anlauf              |
| ------------------------------- | ------------------- |
| Anlauflänge                     | 101,8 m             |
| Anlaufgeschwindigkeit           | ca. 92 km/h         |
| Schanzentisch                   |                     |
| Tischhöhe                       | 3,0 m               |
| Neigung des Schanzentisches (α) | 10,5°               |
| Aufsprung                       |                     |
| Hillsize                        | HS 132              |
| Konstruktionspunkt              | 120 m               |
| K-Punkt Neigungswinkel (β)      | 37,5°               |

### Schanzenrekord
- 137,0 m -  Takanobu Okabe und  Masahiko Harada, 17. Februar 1998 (OLY)

## Normal Hill (Normalschanze)
Die Schanze besitzt ein gültiges FIS-Zertifikat, für internationale Wettbewerbe wird sie aber nicht genutzt, sie dient hauptsächlich zu Trainingszwecken.
Den Olympiasieg sicherte sich am 11. Februar 1998 Jani Soininen aus Finnland.

### Technische Daten
| Hakuba - HS 98                  | Hakuba - HS 98 |
| Schanzentisch                   | Schanzentisch  |
| ------------------------------- | -------------- |
| Neigung des Schanzentisches (α) | 10,5°          |
| Aufsprung                       |                |
| Hillsize                        | HS 98          |
| Konstruktionspunkt              | 90 m           |
| K-Punkt Neigungswinkel (β)      | 36,5°          |

### Schanzenrekord
- 100,0 m -  Masaki Tomii, 14. Februar 1999

## Internationale Wettbewerbe
Genannt werden alle von der FIS organisierten Sprungwettbewerbe.
| Datum              | Kategorie               | Schanze | 1. Platz                                                            | 2. Platz                                                                       | 3. Platz                                                                               |
| ------------------ | ----------------------- | ------- | ------------------------------------------------------------------- | ------------------------------------------------------------------------------ | -------------------------------------------------------------------------------------- |
| 25. Januar 1997    | Weltcup                 | K90     | Wettkampf abgesagt                                                  | Wettkampf abgesagt                                                             | Wettkampf abgesagt                                                                     |
| 26. Januar 1997    | Weltcup                 | K120    | Adam Małysz                                                         | Noriaki Kasai                                                                  | Masahiko Harada                                                                        |
| 8. Februar 1998    | Olympische Winterspiele | K120    | JapanTakanobu Okabe Hiroya Saitō Masahiko Harada Kazuyoshi Funaki   | DeutschlandSven Hannawald Martin Schmitt Hansjörg Jäkle Dieter Thoma           | ÖsterreichReinhard Schwarzenberger Martin Höllwarth Stefan Horngacher Andreas Widhölzl |
| 11. Februar 1998   | Olympische Winterspiele | K90     | Jani Soininen                                                       | Kazuyoshi Funaki                                                               | Andreas Widhölzl                                                                       |
| 15. Februar 1998   | Olympische Winterspiele | K120    | Kazuyoshi Funaki                                                    | Jani Soininen                                                                  | Masahiko Harada                                                                        |
| 12. August 1998    | Grand Prix              | K120    | Kazuyoshi Funaki                                                    | Masahiko Harada                                                                | Martin Schmitt                                                                         |
| 13. August 1998    | Grand Prix              | K120    | Masahiko Harada                                                     | Kazuyoshi Funaki                                                               | Reinhard Schwarzenberger Martin Schmitt                                                |
| 11. August 1999    | Grand Prix              | K120    | Sven Hannawald                                                      | Janne Ahonen                                                                   | Kazuyoshi Funaki                                                                       |
| 12. August 1999    | Grand Prix              | K120    | JapanKazuyoshi Funaki Masahiko Harada Hideharu Miyahira Yuta Watase | ÖsterreichAndreas Goldberger Martin Höllwarth Wolfgang Loitzl Andreas Widhölzl | DeutschlandChristof Duffner Michael Uhrmann Martin Schmitt Sven Hannawald              |
| 23. Oktober 1999   | Continental Cup         | K120    | Kazuyoshi Funaki                                                    | Masahiko Harada Hideharu Miyahira                                              |                                                                                        |
| 24. Oktober 1999   | Continental Cup         | K120    | Kazuyoshi Funaki                                                    | Hideharu Miyahira                                                              | Dennis Störl                                                                           |
| 25. Januar 2000    | Weltcup                 | K120    | FinnlandJanne Ahonen Risto Jussilainen Ville Kantee Jani Soininen   | DeutschlandSven Hannawald Hansjörg Jäkle Martin Schmitt Michael Uhrmann        | ÖsterreichAndreas Goldberger Wolfgang Loitzl Stefan Horngacher Andreas Widhölzl        |
| 26. Januar 2000    | Weltcup                 | K120    | Jani Soininen                                                       | Andreas Widhölzl                                                               | Ville Kantee                                                                           |
| 29. Januar 2000    | Continental Cup         | K120    | Thomas Hörl                                                         | Takashi Mori                                                                   | Hiroya Saitō                                                                           |
| 30. Januar 2000    | Continental Cup         | K120    | Hiroya Saitō                                                        | Reinhard Schwarzenberger                                                       | Kazuya Yoshioka                                                                        |
| 26. August 2000    | Grand Prix              | K120    | Matti Hautamäki                                                     | Janne Ahonen                                                                   | Noriaki Kasai                                                                          |
| 27. August 2000    | Grand Prix              | K120    | Janne Ahonen                                                        | Risto Jussilainen                                                              | Matti Hautamäki                                                                        |
| 24. Januar 2001    | Weltcup                 | K120    | Martin Schmitt                                                      | Risto Jussilainen                                                              | Andreas Widhölzl                                                                       |
| 8. September 2001  | Grand Prix              | K120    | Stefan Horngacher                                                   | Adam Małysz                                                                    | Andreas Goldberger                                                                     |
| 9. September 2001  | Grand Prix              | K120    | Masahiko Harada                                                     | Martin Höllwarth                                                               | Peter Žonta                                                                            |
| 24. Januar 2002    | Weltcup                 | K120    | Andreas Widhölzl                                                    | Martin Koch Stefan Horngacher                                                  |                                                                                        |
| 23. Januar 2003    | Weltcup                 | K120    | Christian Nagiller                                                  | Matti Hautamäki                                                                | Hideharu Miyahira                                                                      |
| 22. Januar 2004    | Weltcup                 | K90     | Wettkampf abgesagt wegen Wind und Schneefall                        | Wettkampf abgesagt wegen Wind und Schneefall                                   | Wettkampf abgesagt wegen Wind und Schneefall                                           |
| 23. Januar 2004    | Weltcup                 | K120    | Matti Hautamäki                                                     | Janne Ahonen                                                                   | Bjørn Einar Romøren                                                                    |
| 25. September 2004 | Grand Prix              | HS131   | Daniel Forfang                                                      | Matti Hautamäki                                                                | Noriaki Kasai                                                                          |
| 26. September 2004 | Grand Prix              | HS131   | Martin Höllwarth                                                    | Daniel Forfang                                                                 | Adam Małysz                                                                            |
| 10. September 2005 | Grand Prix              | HS131   | Jakub Janda                                                         | Janne Happonen                                                                 | Thomas Morgenstern                                                                     |
| 11. September 2005 | Grand Prix              | HS131   | Jakub Janda                                                         | Wolfgang Loitzl Thomas Morgenstern                                             |                                                                                        |
| 9. September 2006  | Grand Prix              | HS131   | Janne Happonen                                                      | Wolfgang Loitzl                                                                | Antonín Hájek                                                                          |
| 10. September 2006 | Grand Prix              | HS131   | Janne Happonen                                                      | Andreas Küttel                                                                 | Antonín Hájek                                                                          |
| 8. September 2007  | Grand Prix              | HS131   | Andreas Küttel                                                      | Shōhei Tochimoto                                                               | Noriaki Kasai                                                                          |
| 8. September 2007  | Grand Prix              | HS131   | Shōhei Tochimoto                                                    | Andreas Küttel                                                                 | Noriaki Kasai                                                                          |
| 13. September 2008 | Grand Prix              | HS131   | Simon Ammann                                                        | Daiki Itō                                                                      | Andreas Küttel                                                                         |
| 14. September 2008 | Grand Prix              | HS131   | Simon Ammann                                                        | Daiki Itō                                                                      | Roar Ljøkelsøy                                                                         |
| 29. August 2009    | Grand Prix              | HS131   | Noriaki Kasai                                                       | Fumihisa Yumoto                                                                | Simon Ammann                                                                           |
| 30. August 2009    | Grand Prix              | HS131   | Robert Kranjec                                                      | Daiki Itō                                                                      | Simon Ammann                                                                           |
| 28. August 2010    | Grand Prix              | HS131   | Daiki Itō                                                           | Dawid Kubacki                                                                  | Kamil Stoch                                                                            |
| 29. August 2010    | Grand Prix              | HS131   | Kamil Stoch                                                         | Dawid Kubacki                                                                  | Fumihisa Yumoto                                                                        |
| 1. März 2011       | Continental Cup         | HS98    | Wettkampf abgesagt                                                  | Wettkampf abgesagt                                                             | Wettkampf abgesagt                                                                     |
| 2. März 2011       | Continental Cup         | HS98    | Wettkampf abgesagt                                                  | Wettkampf abgesagt                                                             | Wettkampf abgesagt                                                                     |
| 26. August 2011    | Grand Prix              | HS131   | Tom Hilde                                                           | Piotr Żyła                                                                     | Taku Takeuchi                                                                          |
| 27. August 2011    | Grand Prix              | HS131   | Tom Hilde                                                           | Piotr Żyła                                                                     | Taku Takeuchi                                                                          |
| 25. August 2012    | Grand Prix              | HS131   | Andreas Wank                                                        | Simon Ammann                                                                   | Noriaki Kasai                                                                          |
| 26. August 2012    | Grand Prix              | HS131   | Andreas Wank                                                        | Jurij Tepeš                                                                    | Dawid Kubacki                                                                          |
| 23. August 2013    | Grand Prix              | HS131   | Krzysztof Biegun                                                    | Simon Ammann                                                                   | Čestmír Kožíšek                                                                        |
| 24. August 2013    | Grand Prix              | HS131   | Noriaki Kasai Jernej Damjan                                         |                                                                                | Jan Ziobro                                                                             |
| 23. August 2014    | Grand Prix              | HS131   | Phillip Sjøen                                                       | Jernej Damjan                                                                  | Daniel-André Tande                                                                     |
| 24. August 2014    | Grand Prix              | HS131   | Phillip Sjøen                                                       | Daniel-André Tande                                                             | Jernej Damjan                                                                          |
| 29. August 2015    | Grand Prix              | HS131   | Michael Neumayer                                                    | Robert Kranjec                                                                 | Kento Sakuyama                                                                         |
| 30. August 2015    | Grand Prix              | HS131   | Kento Sakuyama                                                      | Taku Takeuchi                                                                  | Jakub Janda                                                                            |
| 27. August 2016    | Grand Prix              | HS131   | Anders Fannemel                                                     | Taku Takeuchi                                                                  | Andreas Wellinger                                                                      |
| 28. August 2016    | Grand Prix              | HS131   | Taku Takeuchi                                                       | Joachim Hauer                                                                  | Anders Fannemel                                                                        |
| 26. August 2017    | Grand Prix              | HS131   | Junshirō Kobayashi                                                  | Kenneth Gangnes                                                                | Klemens Murańka                                                                        |
| 27. August 2017    | Grand Prix              | HS131   | Junshirō Kobayashi                                                  | Ryōyū Kobayashi                                                                | Anže Lanišek                                                                           |
| 24. August 2018    | Grand Prix              | HS131   | Ryōyū Kobayashi                                                     | Jewgeni Klimow                                                                 | Daiki Itō                                                                              |
| 25. August 2018    | Grand Prix              | HS131   | Ryōyū Kobayashi                                                     | Jewgeni Klimow                                                                 | Daniel Huber                                                                           |
| 23. August 2019    | Grand Prix              | HS131   | Ryōyū Kobayashi                                                     | Yukiya Satō                                                                    | Keiichi Satō                                                                           |
| 24. August 2019    | Grand Prix              | HS131   | Ryōyū Kobayashi                                                     | Keiichi Satō                                                                   | Yukiya Satō                                                                            |
| 29. August 2020    | Continental Cup         | HS131   | Wettkampf abgesagt wegen der COVID-19-Pandemie                      | Wettkampf abgesagt wegen der COVID-19-Pandemie                                 | Wettkampf abgesagt wegen der COVID-19-Pandemie                                         |
| 30. August 2020    | Continental Cup         | HS131   | Wettkampf abgesagt wegen der COVID-19-Pandemie                      | Wettkampf abgesagt wegen der COVID-19-Pandemie                                 | Wettkampf abgesagt wegen der COVID-19-Pandemie                                         |